# Chouan

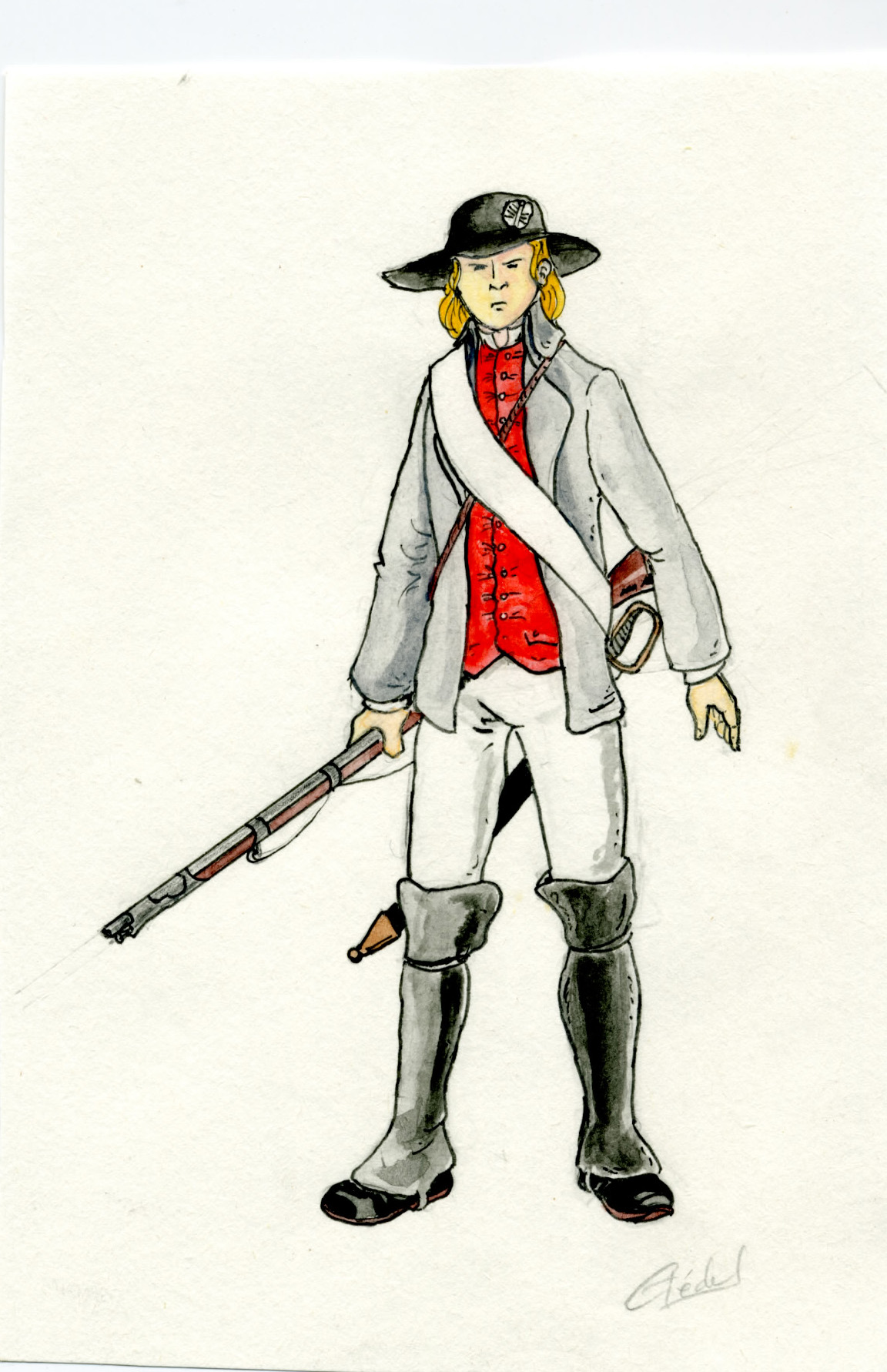
Esempio di soldato dei Chouan.

Chouans (a volte italianizzato col plurale Sciouani) è il nome che presero gli insorti realisti del dipartimento della Mayenne, o più in generale di tutta la zona nord-occidentale della Francia, in contemporanea alle guerre di Vandea.
La chouannerie nacque il 15 agosto 1792, quando, durante il sorteggio per la leva "volontaria" in Mayenne, Jean Cottereau, detto Jean Chouan, con una dozzina di amici sfidò l'autorità, venne alle mani con i gendarmi, proclamò la sua fedeltà al re e poi si nascose in un bosco. Cottereau venne ucciso il 25 luglio 1794, tre giorni prima dell'esecuzione di Robespierre.

## Descrizione
Il nome deriva dai capi che li comandavano, i quattro fratelli Chouan, che era il soprannome del taglialegna Jean Cottereau, il primo e più celebre legittimista che cominciò l'insurrezione, e dei suoi tre fratelli: François, Pierre, René. Degni protettori del trono e dell'altare, combatterono a fianco dell'Esercito cattolico e reale in quella che venne definita Chouannerie, una guerra contro-rivoluzionaria parallela all'insurrezione vandeana, e collocata nei dipartimenti della Bretagna, della Mayenne e della Normandia, volta a restaurare la monarchia assoluta dei Borboni.
Jean Chouan ereditò, come pure tutti i suoi altri fratelli, il soprannome di chouan ("allocco", e più impropriamente anche "gufo") da suo padre, un commerciante di scarpe. Si pensa che questo soprannome sia nato dall'abilità di imitare i versi dell'allocco (chouan in gallo e in francese antico). Un'altra ipotesi è che la famiglia Cottereau portasse questo soprannome perché il nonno dei quattro fratelli era sempre triste e silenzioso.
L'opinione di alcuni storici, e in particolare dell'abate Paulouin, che scrisse un libro sull'insurrezione degli Chouan dal titolo La Chouannerie du Maine et pays adjacents, è che: "gli insorti del Sarthe non avevano ricevuto il soprannome di Chouan, ma lo avevano dato a sé stessi, fin dall'inizio della loro insurrezione".

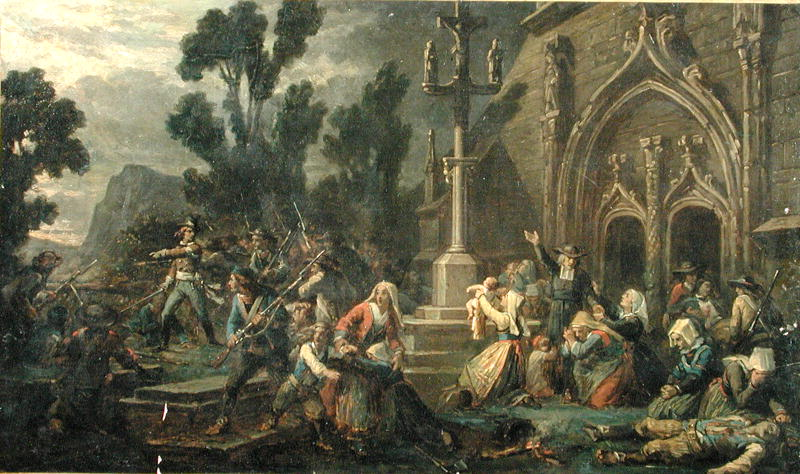
Soldati chouan proteggono una parrocchia.

La Chouannerie scoppiò nella primavera del 1794 e proseguì fino al 1800, opponendosi prima ai giacobini e poi al governo napoleonico.
Gli storici del XIX secolo, Savary, Lequinio e soprattutto Joseph de Puisaye, che era la persona più informata, poiché era il capo supremo della Chouannerie, affermano che i fratelli Chouan diedero il loro nome all'insurrezione che avevano organizzato per primi.
I più importanti capi Chouani furono: Jean Chouan (o Jean Cottereau), Joseph de Puisaye, Georges Cadoudal, Marie Paul de Scépeaux de Bois-Guignot, Aimé Picquet du Boisguy, Louis de Frotté, Louis Auguste Victor de Ghaisne de Bourmont, Pierre Robinault de Saint-Régeant, Jean-Louis Treton.
La morte di Georges Cadoudal, ghigliottinato nel 1804 per aver ordito un complotto volto ad assassinare Napoleone Bonaparte e restaurare la monarchia assoluta con Carlo X, segnò la fine definitiva della Chouannerie.
Celebre illustratore delle imprese della Chouannerie fu il pittore accademico Charles-Alexandre Coëssin de la Fosse.